# 石井神社 (出雲崎町)
石井神社（いわいじんじゃ）は、新潟県三島郡出雲崎町石井町にある神社。式内社論社。出雲崎町の総社。旧社格は村社。

## 概要
創建年代は不詳。神代に、佐渡を平定しようとした大国主命が石の井戸の水を撒き、一夜で成長した12株の霊樹で造船し佐渡へ渡った。この時、12株の霊樹がある井鼻に海上守護の大神を祀った。それ故に、当初は十二所神社と呼ばれた。奈良時代、佐渡奉行が祈願して嵐が治まり帰還できたことで信仰心が高まり、和銅4年（712年）に金澤村井鼻の十二山から現在地へ遷座させた。

## 祭神
大国主命

## 摂末社
- 住吉神社（境外摂社）

## 祭事
元禄3年（1690年）から6月17日・6月18日に「海上安全祈願祭」として執り行われる。後に他の神社と合同で行うようになり、平成22年からは「出雲崎大祭」に改称した。神輿は、良寛堂から尼瀬、井鼻を周り、良寛堂に戻る。

## 現地情報
交通アクセス
- 鉄道：東日本旅客鉄道（JR東日本）出雲崎駅又は柏崎駅又は長岡駅から越後交通出雲埼車庫行き乗車し、バス停「良寛堂前」下車